# IC 4935
IC 4935 је спирална галаксија у сазвјежђу Паун која се налази на листи објеката дубоког неба у Индекс каталогу.
Деклинација објекта је - 57° 35' 55" а ректасцензија 20h 4m 34,0s. Привидна величина (магнитуда) објекта IC 4935 износи 13,1 а фотографска магнитуда 14,0. IC 4935 је још познат и под ознакама ESO 143-3, AM 2000-574, PGC 64064.